# Zentralamerika- und Karibikspiele 2006
Die 20. Zentralamerika- und Karibikspiele fanden vom 17. bis 30. Juli 2006 in der kolumbianischen Stadt Cartagena statt.
Erfolgreichste Nation war Kuba, dessen Sportler 139 Goldmedaillen in 449 Wettbewerben gewannen.

## Teilnehmende Nationen
32 Länder nahmen mit insgesamt 4865 Athleten an den Zentralamerika- und Karibikspielen teil.
| - Amerikanische Jungferninseln - Antigua und Barbuda - Aruba - Bahamas - Barbados - Belize - Bermuda - Britische Jungferninseln - Cayman Islands - Costa Rica - Dominica | - Dominikanische Republik - El Salvador - Guatemala - Grenada - Guyana - Haiti - Honduras - Jamaika - Kolumbien - Kuba - Mexiko | - Nicaragua - Niederländische Antillen - Panama - Puerto Rico - St. Kitts und Nevis - St. Lucia - St. Vincent und die Grenadinen - Suriname - Trinidad und Tobago - Venezuela |

## Sportarten
Bei den Zentralamerika- und Karibikspielen waren 38 Sportarten im Programm. Erstmals wurden Wettbewerbe im Wasserski ausgetragen. Die Ruderwettbewerbe fanden in Mexiko, die Wettbewerbe im Handball, Racquetball, Badminton, Hockey und im Modernen Fünfkampf in der Dominikanischen Republik statt. Weitere Austragungsorte wurden mangels Austragungsstätte in Cartagena innerhalb Kolumbiens gefunden: die Wettbewerbe mit dem Rad, im Schießen und im Bowling fanden in Barranquilla statt, die Wettbewerbe im Reiten in Bogotá.
| - Badminton - Baseball - Basketball - Bogenschießen - Bowling - Boxen - Fechten - Fußball - Gewichtheben - Handball - Hockey - Judo - Kanu | - Karate - Leichtathletik - Moderner Fünfkampf - Racquetball - Radsport - Reiten - Rhythmische Sportgymnastik - Ringen - Rollschuh - Rudern - Schießen - Schwimmen - Segeln | - Softball - Squash - Synchronschwimmen - Taekwondo - Tennis - Tischtennis - Triathlon - Turnen - Volleyball - Wasserball - Wasserski - Wasserspringen |

Fett markierte Links führen zu den detaillierten Ergebnissen der Spiele

## Medaillenspiegel
| Platz | Land                           | Gold | Silber | Bronze | Gesamt |
| ----- | ------------------------------ | ---- | ------ | ------ | ------ |
| 01    | Kuba                           | 139  | 86     | 60     | 285    |
| 02    | Mexiko                         | 107  | 82     | 87     | 276    |
| 03    | Kolumbien                      | 72   | 70     | 77     | 219    |
| 04    | Venezuela                      | 49   | 90     | 124    | 263    |
| 05    | Puerto Rico                    | 24   | 19     | 53     | 96     |
| 06    | Dominikanische Republik        | 22   | 31     | 44     | 97     |
| 07    | Jamaika                        | 8    | 6      | 7      | 21     |
| 08    | El Salvador                    | 6    | 12     | 29     | 47     |
| 09    | Barbados                       | 6    | 2      | 11     | 19     |
| 10    | Guatemala                      | 5    | 13     | 30     | 48     |
| 11    | Panama                         | 2    | 5      | 7      | 14     |
| 12    | Costa Rica                     | 2    | 1      | 2      | 5      |
| 13    | Niederländische Antillen       | 2    | 1      | 1      | 4      |
| 14    | Trinidad und Tobago            | 1    | 9      | 11     | 21     |
| 15    | Amerikanische Jungferninseln   | 1    | 2      | —      | 3      |
| 15    | Cayman Islands                 | 1    | 2      | —      | 3      |
| 17    | Guyana                         | 1    | 1      | —      | 2      |
| 18    | Britische Jungferninseln       | 1    | —      | —      | 1      |
| 19    | Bahamas                        | —    | 6      | 4      | 10     |
| 20    | Haiti                          | —    | 5      | 3      | 8      |
| 21    | Honduras                       | —    | 2      | 3      | 5      |
| 22    | Grenada                        | —    | 2      | —      | 2      |
| 23    | St. Kitts und Nevis            | —    | 1      | 2      | 3      |
| 24    | St. Lucia                      | —    | 1      | 1      | 2      |
| 25    | Nicaragua                      | —    | —      | 4      | 4      |
| 26    | Antigua und Barbuda            | —    | —      | 1      | 1      |
| 26    | Bermuda                        | —    | —      | 1      | 1      |
| 26    | St. Vincent und die Grenadinen | —    | —      | 1      | 1      |
| 26    | Suriname                       | —    | —      | 1      | 1      |